# Ľubomír Luhový
Ľubomír Luhový (n. 31 martie 1967, Bratislava, Cehoslovacia) este un fost fotbalist slovac.
Luhový a debutat la echipa națională a Cehoslovaciei în anul 1990.

## Statistici
| Cehoslovacia | Cehoslovacia | Cehoslovacia |
| An           | Meciuri      | Goluri       |
| ------------ | ------------ | ------------ |
| 1990         | 1            | 0            |
| 1991         | 0            | 0            |
| 1992         | 0            | 0            |
| 1993         | 1            | 0            |
| Total        | 2            | 0            |
| Slovacia     |              |              |
| An           | Meciuri      | Goluri       |
| 1995         | 2            | 0            |
| 1996         | 1            | 0            |
| 1997         | 2            | 0            |
| 1998         | 4            | 0            |
| Total        | 9            | 0            |